# 桃園機場保全
桃園機場保全（全稱桃園機場保全股份有限公司）是桃園國際機場公司全資持有的中華民國國營企業，也是台灣第一個與唯一的機場保全公司，主要業務為桃園國際機場之維安。

## 歷任首長

### 董事長
| 姓名   | 就任時間       | 卸任時間 | 備註             |
| ------ | -------------- | -------- | ---------------- |
| 胡景富 | 2015年10月16日 | 現任     | 代理董事長，首任 |

### 總經理
| 姓名   | 就任時間       | 卸任時間 | 備註               |
| ------ | -------------- | -------- | ------------------ |
| 胡景富 | 2015年10月16日 | 現任     | 為董事總經理，首任 |

### 腳註
1. 1 2 3 4 5 6 7 8 9 10  桃園機場公司.  (PDF).   [2016-09-04]. （原始内容 (PDF)存档于2016-09-21）.
2. ↑  桃園國際機場股份有限公司.  (PDF). 桃園市: 桃園國際機場股份有限公司. 103年  [2016-06-17]. （原始内容 (PDF)存档于2015-09-24）.